# Övre Fölingen
Övre Fölingen är en sjö i Kinda kommun i Östergötland och ingår i Motala ströms huvudavrinningsområde. Sjön har en area på 1,54 kvadratkilometer och ligger 109,1 meter över havet. Sjön avvattnas av vattendraget Storån (Bringesån). Vid provfiske har en stor mängd fiskarter fångats, bland annat abborre, bergsimpa, björkna och braxen.

## Delavrinningsområde
Övre Fölingen ingår i det delavrinningsområde (643353-148262) som SMHI kallar för Utloppet av Övre Fölingen. Medelhöjden är 165 meter över havet och ytan är 35,93 kvadratkilometer. Räknas de 12 avrinningsområdena uppströms in blir den ackumulerade arean 217,28 kvadratkilometer. Storån (Bringesån) som avvattnar avrinningsområdet har biflödesordning 3, vilket innebär att vattnet flödar genom totalt 3 vattendrag innan det når havet efter 157 kilometer. Avrinningsområdet består mestadels av skog (73 procent). Avrinningsområdet har 2,38 kvadratkilometer vattenytor vilket ger det en sjöprocent på 6,6 procent.

## Fisk
Vid provfiske har följande fisk fångats i sjön:
| - Abborre - Bergsimpa - Björkna - Braxen - Gärs - Gädda - Lake - Löja - Mört - Nors - Sarv | - Siklöja |